# Международный день освобождения узников фашистских концлагерей

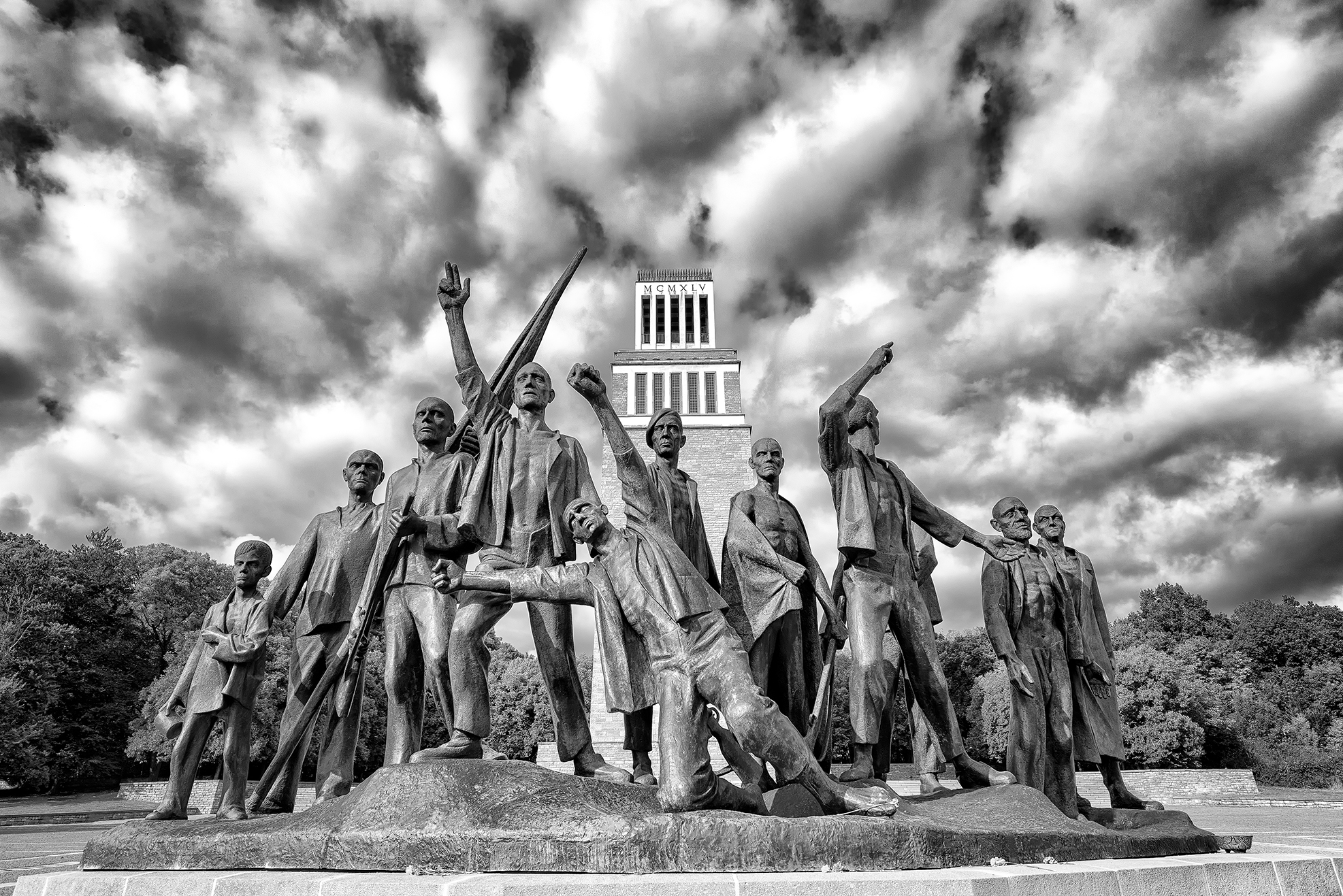
Мемориальный комплекс Бухенвальд в Веймаре (ФРГ) (скульптурная группа Фрица Кремера, 1952—1958 годы).
21 сентября 2013 года.

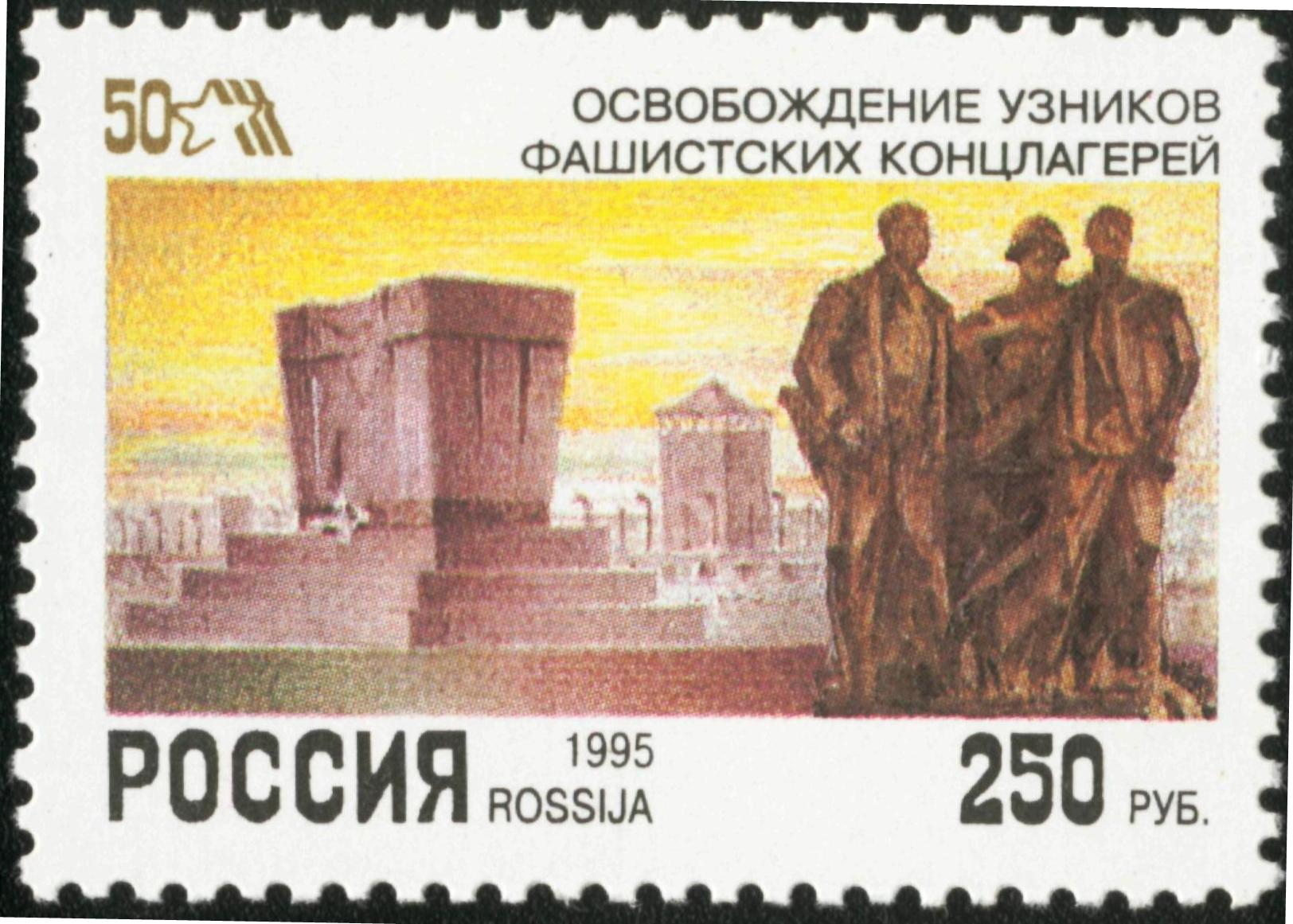
Почтовая марка России, 1995 год: «Освобождение узников фашистских концлагерей. 50 лет».

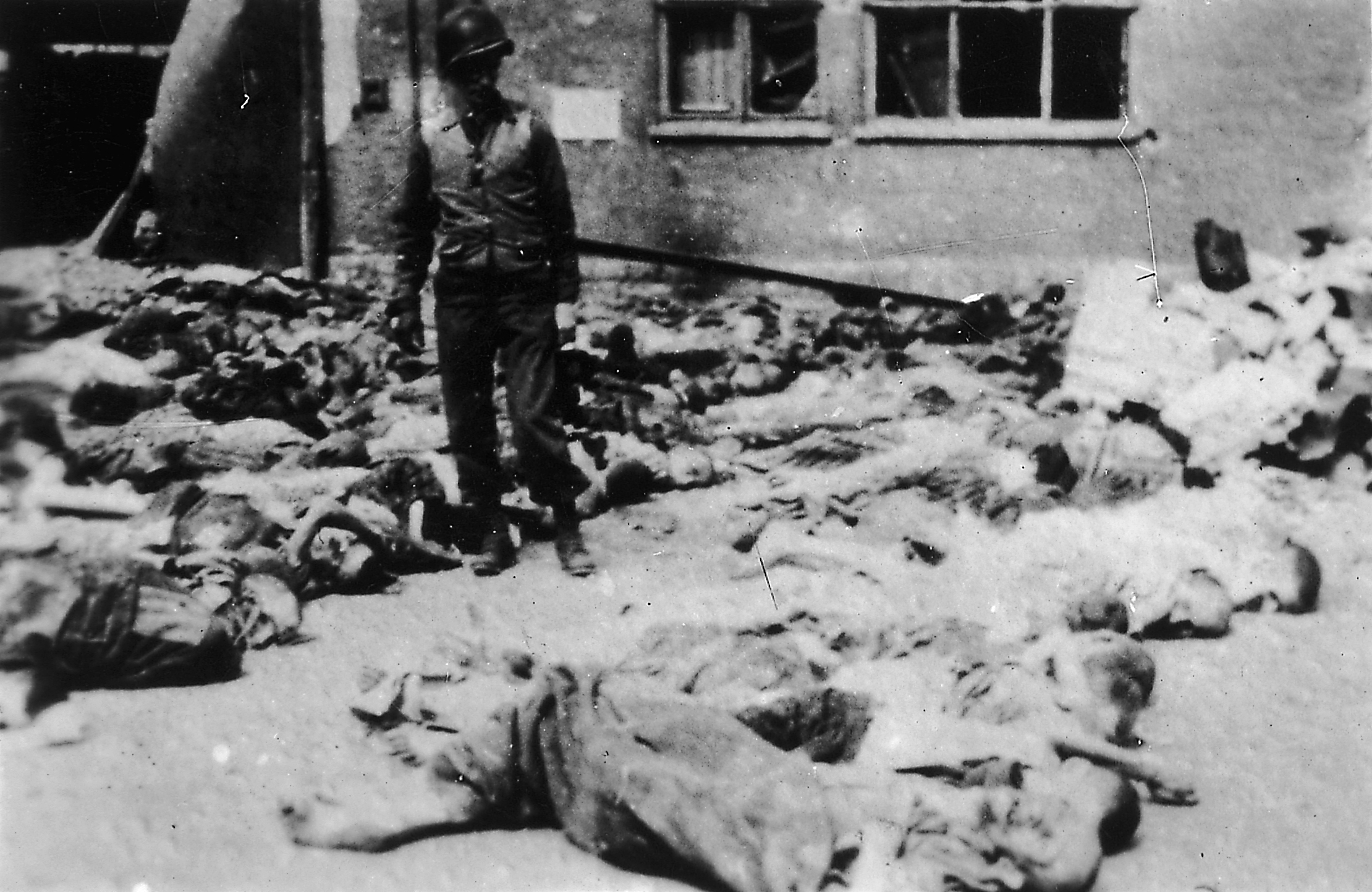
Освобождение немецко-фашистского лагеря Бухенвальд. Трупы перед входом в крематорий (фотограф — Жюль Руар, Бельгия, доброволец, 1-я армия США, 16-й пехотный батальон).
16 апреля 1945 года.

«Междунаро́дный день освобожде́ния у́зников наци́стских концлагере́й» (англ. International Day of the liberation of Nazi concentration camps) — международная памятная дата, день траура, отмечаемый ежегодно 11 апреля в память об узниках нацистских концентрационных лагерей гитлеровской Германии в период с 1933 по 1945 годы, до начала и во время Второй мировой войны (1939—1945).
Памятная дата установлена в память о произошедшем 11 апреля 1945 года интернациональном восстании узников (политзаключённых, антифашистов, военнопленных, мирных жителей и др.) нацистского концентрационного лагеря Бухенвальд в Веймаре, называемого «лагерем смерти», в котором с 1937 по 1945 годы было уничтожено свыше 56 тысяч человек 18 национальностей, в том числе 19 тысяч советских военнопленных.
Из 18 миллионов узников, содержавшихся в застенках 14 тысяч фашистских концентрационных лагерей, тюрем и гетто, 11 миллионов человек были уничтожены. Проектная мощность только одного концентрационного лагеря Освенцим позволяла уничтожать до 30 тысяч заключённых в день. Почти 20 % от общих потерь во Второй мировой войне составляли дети.

## История
Во время Второй мировой войны на территории нацистской Германии, её стран-союзниц и на оккупированных ими территориях действовало (помимо тюрем, гетто и т. п.) 14 000 концентрационных лагерей. Узников нацисты сжигали в печах крематория (порой заживо), травили в газовых камерах, пытали, насиловали, морили голодом и при этом заставляли трудиться до полного изнеможения; у заключённых брали кровь для солдат вермахта, проводили над ними медицинские эксперименты, испытывали на людях новые препараты.
11 апреля 1945 года на территории Бухенвальда вспыхивает вооружённое восстание, организованное интернациональными силами самих заключённых. Когда в концлагерь Бухенвальд вошли американские войска, восставшие уже осуществляли контроль над лагерем смерти. В значительной степени благодаря этому, нацисты (охрана СС) не успели замести следы своих преступлений и показания узников дошли до международного Нюрнбергского трибунала.
11 апреля — день восстания и вхождения американских войск на территорию Бухенвальда — и был принят как дата, когда отмечается «Международный день освобождения узников фашистских концлагерей».
Всего на территориях, подконтрольных гитлеровцам, содержалось в концлагерях, лагерях смерти, тюрьмах 18 миллионов человек. Из них более 11 миллионов были уничтожены. Среди погибших — 5 миллионов граждан СССР, а также 6 миллионов евреев из разных стран. Каждый пятый узник был ребёнком (существуют и более страшные цифры: «содержалось более 20 миллионов человек из 30 стран мира, 12 миллионов не дожили до освобождения»).